# 奥托·尼尔松
奥托·尼尔松（瑞典語：Otto Nilsson，1879年2月26日—1960年11月10日），瑞典男子田径运动员，主攻标枪。他曾代表瑞典参加1908年和1912年夏季奥林匹克运动会田径比赛，其中1908年奥运会获得男子标枪铜牌。